# Les Femmes
Les Femmes (As mulheres, em Português) é um filme de comédia dramática francês de 1969, estrelado por Brigitte Bardot e dirigido por Jean Aurel.

## Sinopse
A história gira em torno de Clara (Brigitte Bardot) que se torna secretária de Jérôme (Maurice Ronet). A principal função de Clara no escritório é atender a todos os desejos do chefe mulherengo enquanto ele tenta escrever seu livro de memórias.

## Censura
Quando Les Femmes foi lançado pela primeira vez na Itália em 1970, o Comitê para a Revisão Teatral do Ministério de Patrimônio Cultural e Atividades da Itália classificou-o como não adequado para menores de 18 anos. Para que o filme fosse exibido publicamente, o Comitê impôs as seguintes modificações: 1) Apagar as cenas nuas de Marianne deitada na cama; 2) Reduzir a seqüência da relação sexual entre Jerônimo e Marianne que estão nus; 3) Reduzir a sequência final da relação sexual entre Jerônimo e Clara, a fim de evitar cenas em que ela esteja nua e cenas de carícias lascivas. A razão para a restrição de idade, citada nos documentos oficiais, é que, mesmo após os cortes, o filme ainda está imbuído de erotismo e é inadequado à sensibilidade de um menor. O número oficial do documento é: 55377, foi assinado em 20 de janeiro de 1970 pelo Ministro Domenico Magrì.

## Elenco
- Brigitte Bardot: Clara
- Maurice Ronet: Jérôme
- Christina Holme: Marianne
- Anny Duperey: Hélène
- Jean-Pierre Marielle: O editor
- Tanya Lopert: Louise